# Grüneburgpark

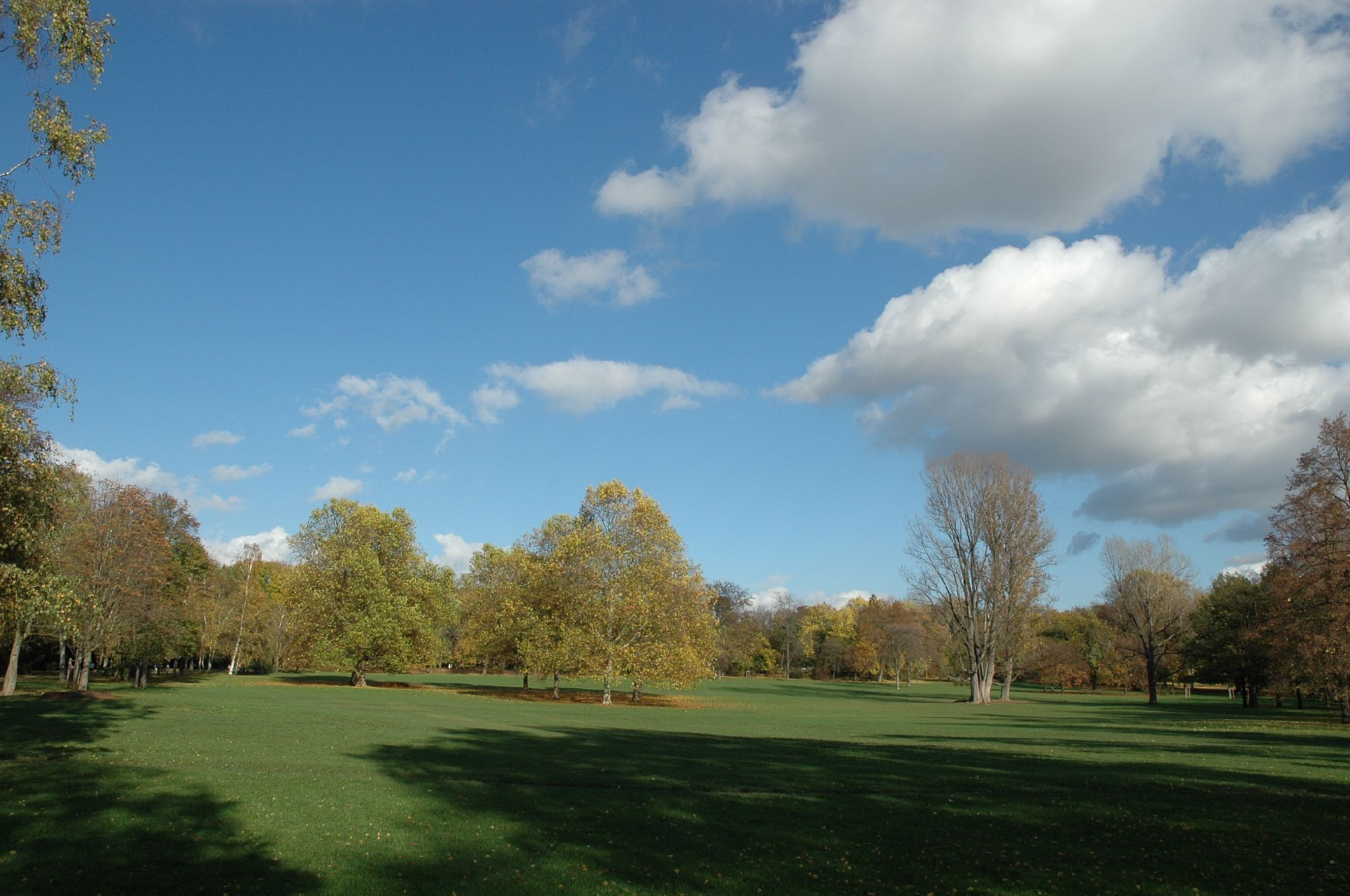
Vista del Grüneburgpark.

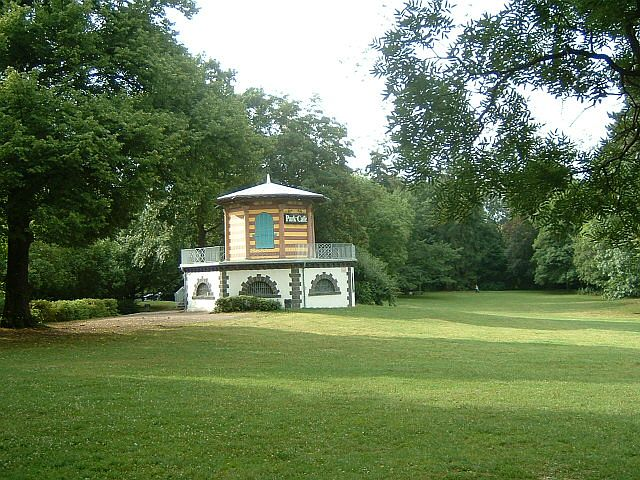
El Schönhof-Pavillon.

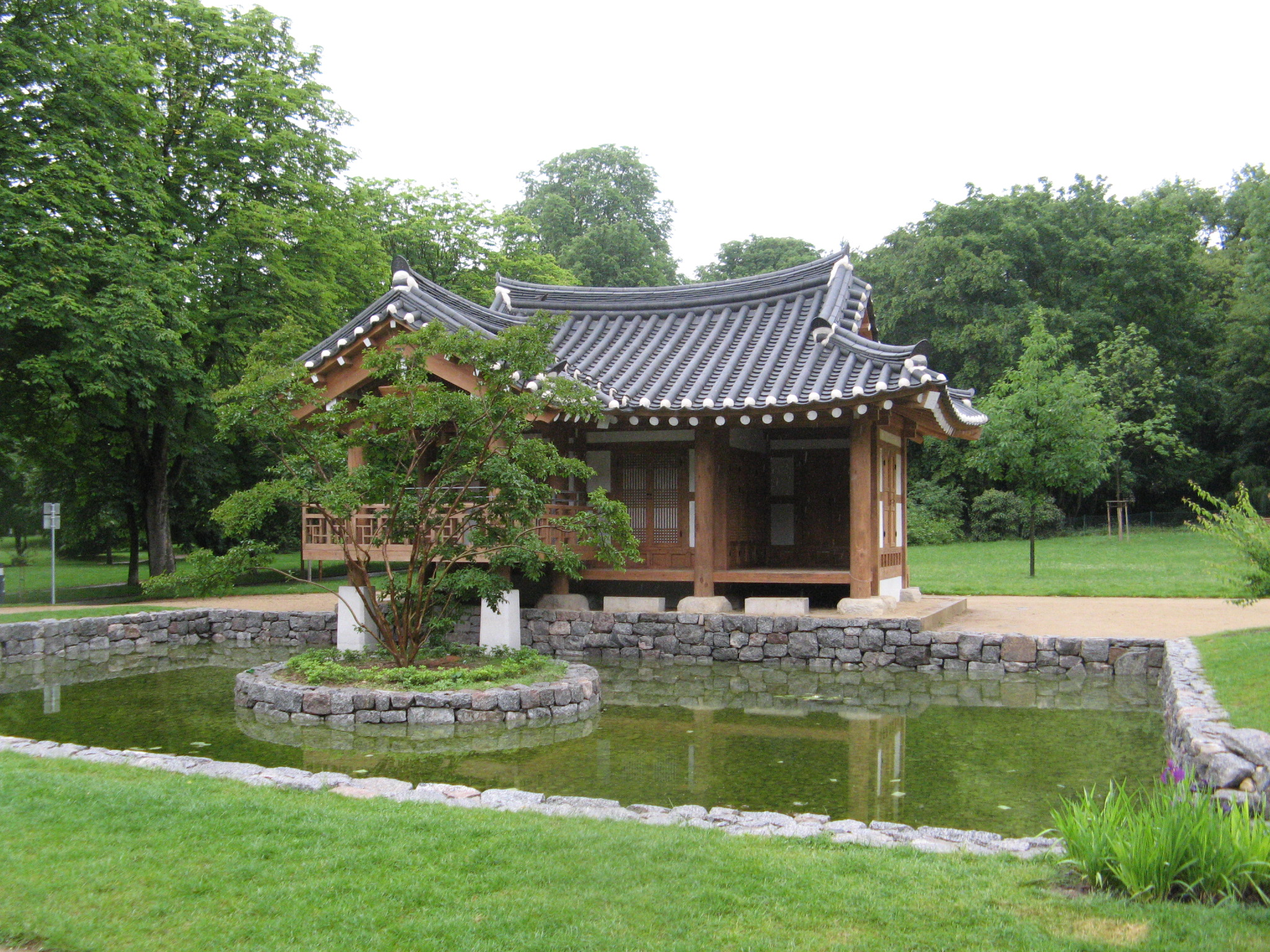
Templo coreano, donado por Corea del Sur.

El Grüneburgpark es un parque de 29 hectáreas en el distrito Westend de Fráncfort del Meno (Alemania), cuyo nombre deriva del antiguo «Castillo verde» emplazado en el lugar, hoy desaparecido.

## Historia
El sitio fue probablemente desde el siglo XIV sede de una casa señorial. En 1789 el banquero Peter Heinrich von Bethmann-Metzler adquirió las tierras y diseñó el parque. En los años siguientes, se reunieron aquí los grandes espíritus de aquellos días, incluidos Johann Wolfgang von Goethe y Bettina von Arnim.
En 1837 fue comprado por la familia de banqueros Rothschild, que mandarían construir el castillo y crear el parque. En 1877 se terminó este último, de estilo inglés, diseñado por Heinrich Siesmayer. En 1935 el Barón Albert von Goldschmidt-Rothschild, que habiendo emigrado se suicidaría cinco años más tarde, «transfirió a la municipalidad» la residencia de su familia, citando una carta de la administración municipal al alcalde Friedrich Krebs. El Grüneburg, o Neues Palais auf der Grünen Burg ('Palacio Nuevo de Grüneburg'), al estilo de los castillos de la región del Loira, fue completamente destruido en 1944 tras un raid aéreo aliado.
Tras la Segunda Guerra Mundial, el parque fue ampliado hasta las 29 hectáreas. Desde entonces, ha sido un lugar muy apreciado en el ocio de los habitantes, especialmente en los meses de verano. El clasicista Pabellón Schönhof fue construido en 1820 por el arquitecto Friedrich Rumpf como un jardín para la familia Barckhaus, cuya residencia se encuentra en el actual distrito Bockenheim. El pabellón fue trasladado al Grüneburgpark en 1964 y alberga una cafetería.

## Curiosidades
En el emplazamiento de la antigua orangerie se encuentra ahora una iglesia ortodoxa griega. A raíz de la Feria del Libro de Fráncfort de 2005 se construyó un gran jardín coreano de 4.000 metros cuadrados, con casas de madera típicas y estanque, construidos por profesionales traídos para la ocasión de Corea del Sur, país anfitrión de la Feria del Libro de dicho año. El jardín coreano, situado en el borde oriental del Grüneburgpark, es permanente.

## Situación
En las proximidades del GrüneBurgpark está situado el Palmengarten, el Campus Westend y el jardín botánico de la Universidad Johann Wolfgang Goethe, así como la IG-Farben-Haus.